# 보증금
보증금(保證金, 영어: security deposit)은 일정한 채무를 담보하기 위하여 채무자가 채권자에게 미리 교부하는 금전 또는 입찰(入札)·경매(競買)·유상계약에서 계약 이행의 담보로서 납입하는 금전을 말한다. 예를 들면 부동산의 임대차 특히 건물임대차에서 임차인의 채무불이행(임차료 지급의 이행지체·불능 등) 등으로 인한 위험을 담보하기 위해서 임차인또는 제3자가 임대인에게 교부하는 금전 기타의 유가물이 대표적이다. 유상계약에서 계약당사자 일방이 계약해제권의 유보 목적으로 상대방에게 교부하는 금전 기타의 유가물, 즉 계약금이 보증금의 성질을 갖기도 한다. 이는 계약 이행의 담보로서 특히 임대차계약이 일반적인데 보증금 계약 역시 주(主)된 계약에 부수하는 종(從)된 계약이며 채무가 소멸하거나 계약관계가 완료 또는 해제하는 경우에 채무액·대금에 충당하는 경우에는 그 나머지 금액의 반환을 청구하든가 그러하지 않고 그 반환을 수령인에게 청구하든가 하는 것은 교부자의 임의이다. 따라서 판례·통설은 보증금을 금전소유권의 양도라고 본다.

## 임대차보증금
부동산의 임대차 특히 건물임대차에서 임차인의 채무불이행(임차료 지급의 이행지체·불능 등) 등으로 인한 위험을 담보하기 위해서 임차인 또는 제3자가 임대인에게 교부하는 금전 기타의 유가물이 대표적이다. 임대차보증금에 대해서는 민법에 아무런 규정이 없고, 주택임대차보호법 및 상가건물임대차보호법에 몇 개의 규정이 마련되어 있다.

### 판례
건물임대차에 있어서의 임차보증금은 임대차존속중의 임료뿐만 아니라 건물명도의무이행에 이르기까지 발생한 손해배상채권 등 임대차계약에 의하여 임대인이 임차인에 대하여 갖는 일체의 채권을 담보하는 것으로서 임대차종료후에 임대인에게 명도할 때 체불임료 등 모든 피담보채무를 공제한 잔액이 있을 것을 조건으로 하여 그 잔액에 관한 임차인의 보증금반환청구권이 발생한다

### 계약보증금
도급계약에 그 도급계약을 계약보증한 보증서의 보증금액을 위약벌 내지 제재금이나 손해배상액의 예정으로 하는 특약이 없는 경우 수급인의 채무불이행으로 인하여 도급계약이 해제되었다고 하여 곧 보증서의 계약보증금을 위약벌이나 손해배상예정액으로 보아 계약보증을 한 건설공제조합에 대하여 곧바로 그 보증금액의 전액을 청구할 수 없다 도급계약서 및 그 계약내용에 편입된 약관에 수급인의 귀책사유로 인하여 계약이 해제된 경우에는 계약보증금이 도급인에게 귀속한다는 조항이 있을 때 이 계약보증금이 손해배상액의 예정인지 위약벌인지는 도급계약서 및 위 약관 등을 종합하여 구체적 사건에서 개별적으로 결정할 의사해석의 문제이다
한편 위의 경우에서처럼 상거래에서는 보증증서(증권)으로 대체하는 경우도 일반적으로 인정받고 있다.

## 보증증권
보증증서(保證證書) 또는 보증증권은 채무자(을)가 계약상 채무의 확실한 이행을 담보하기 위하여 일정 채권 형식에 보증인(병)의 연서를 받아 채권자(갑)에게 제출하는 보증서이다. 근래에는 보증인은 일종의 보험회사인 보증보험회사가 일반적이다. 이 경우 기본적으로 보험계약자(을), 보험자(병) 및 피보험자(갑)의 삼각관계가 성립한다. 또한 보험료는 '을'이 '병'에게 지불하는 수수료이며, 보험금은 '갑'이 '병'에게 청구할 수 있는 보험가입금액내에서의 지급금액이 된다. 한편 '갑'과 '을'이 체결한 계약은 주계약이 되며, 보험가입금은 보험계약에서 보증하는 금액으로 주계약의 금액내에서 요율로 정해진다.

## 보증의 종류
보증의 종류 및 대상은 입찰, 계약, 하자 등 이행관련 또는 신원 또는 상품등 폭넓다.

## 같이 보기
- 담보
- 예금
- 에스크로